# Colli sul Velino
Colli sul Velino är en ort och kommun i provinsen Rieti i regionen Lazio i Italien. Kommunen hade 497 invånare (2018).